# アラン・セルダ
アラン・アレクセシス・セルダ（Allan Alexesis Cerda, 1999年11月24日 - ）は、 アメリカ合衆国ニューヨーク州ニューヨーク市ブロンクス区出身のプロ野球選手（外野手）。右投右打。MLBのシンシナティ・レッズ所属。

## 経歴
2017年7月にシンシナティ・レッズと契約してプロ入り。
2018年、傘下のルーキー級ドミニカン・サマーリーグ・レッズでプロデビュー。51試合に出場して打率.272、6本塁打、34打点、3盗塁を記録した。
2019年はアパラチアンリーグのルーキー級グリーンビル・レッズでプレーし、39試合に出場して打率.220、9本塁打、27打点、2盗塁を記録した。
2020年は新型コロナウイルスの影響でマイナーリーグの試合が開催されなかったため、公式戦の出場は無かった。
2021年はA-級デイトナ・トーテュガスとA+級デイトン・ドラゴンズでプレーし、2球団合計で87試合に出場して打率.250、17本塁打、55打点、2盗塁を記録した。オフの11月19日にルール・ファイブ・ドラフトでの流出を防ぐために40人枠入りした。